# Apteryx haastii
Kiwi đốm lớn, Kiwi xám lớn hay Roroa (Apteryx haastii) là một loài là một loài kiwi đặc hữu của đảo Nam, New Zealand. Kiwi đốm lớn, giống mọi thành viên của bộ đà điểu, không bay được. Nó là loài kiwi lớn nhất. Một phần môi trường sống của nó là địa hình gồ ghề và khí hậu khắc nghiệt của vùng cao, núi cao không thích hợp cho một số động vật có vú ăn thịt sâm lấn, trong đó bao gồm chó, chồn, mèo và chồn ermine. Bởi vì điều này, quần thể của loài này đã bị ít ảnh hưởng nghiêm trọng bởi các loài ăn thịt. Tuy nhiên, số lượng của loài này đã suy giảm 43% trong 45 năm qua, do săn bắt và tàn phá môi trường sống. Điều này đã kiến nó được xếp loại như loài dễ thương tổn.

## Phân loại
Loài này là một trong năm loài kiwi của New Zealand. Bốn loài còn lại là Apteryx australis, Apteryx rowi), Apteryx owenii, và Apteryx mantelli. Apteryx haastii là họ hàng gần nhất của Apteryx owenii. chi Kiwi, Apteryx, là chi đặc hữu New Zealand, 44% loài chim ở New Zealand là đặc hữu. Kiwi được đặc trong Palaeognathae, cùng với đà điểu Emu, đà điểu châu Phi, đà điểu châu Mỹ, và đà điểu đầu mào. Tất cả chúng đều không thể bay. Kiwi là họ hàng gần của chim Moa tuyệt chủng từng sống ở New Zealand.

|  | \| \| A. haastii \| \| \| \| \| \| A. owenii \| \| \| \| |
|  |                                                          |
|  | A. haastii                                               |
|  |                                                          |
|  | A. owenii                                                |
|  |                                                          |

|  | A. haastii |
|  |            |
|  | A. owenii  |
|  |            |

|  | A. australis |
|  |              |
|  | A. rowi      |
|  |              |
|  | A. mantelli  |
|  |              |

Phát sinh loài của chi Apteryx
Kiwi đốm lớn được mô tả như Apteryx haastii bởi Thomas Potts năm 1872, dược trên mẫu vật từ Westland, New Zealand.